# Глубокой ночью
«Глубокой ночью» (Dead of Night) — классический британский киноальманах 1945 года из пяти «жутких» рассказов, соединённых рамочной историей Бэзила Дирдена. Несмотря на внутреннее единство, альманах был снят на лондонской студии Ealing четырьмя разными режиссёрами. Веха в развитии психологического хоррора, породившая множество ремейков и подражаний. 
Музыку написал Жорж Орик.
Оригинальная структура фильма навела британских учёных Фреда Хойла, Германа Бонди и Томаса Голда на теорию стационарной Вселенной.

## Рамочная история
Архитектор Уолтер Крейг въезжает на машине в сельскую усадьбу, хозяин пригласил его сюда, чтобы обсудить грядущие перепланировки. 
В гостиной собралось несколько человек, которые кажутся Крейгу смутно знакомыми. Он начинает припоминать, что ранее видел их во сне и предсказывает дальнейшее развитие событий на вечеринке.
Гостей забавляют его заявления, и они начинают спорить с присутствующим психиатром о реальности всякого рода сверхъестественных феноменов. Каждый рассказывает по страшной истории из своей жизни, а психиатр пытается дать им научное объяснение. В финале Крейг испытывает неодолимое желание убить психиатра и начинает душить его.
Все услышанные истории смешиваются в голове архитектора и начинают пересекаться друг с другом, пока он не просыпается у себя дома в постели. У изголовья постели звонит телефон. Его приглашают за город на встречу. Простившись с женой, Крейг садится за руль и едет за город. Повторяются начальные кадры фильма…

## Новеллы
- «Кучер катафалка» (реж. Бэзил Дирден): рассказ гонщика о том, как он получил послание «с того света» о том, что ему не следует садиться на автобус, который в конечном счёте упал с моста в реку.
- «Рождественская вечеринка» (реж. Альберто Кавальканти): рассказ девушки о том, как во время рождественской игры в прятки она случайно забрела в комнату старого дома, где встретила призрак убитого в прошлом веке мальчика.
- «Зачарованное зеркало» (реж. Роберт Хеймер): рассказ женщины о том, как зеркало из старинного особняка, где произошло убийство, чуть не разрушило её семейное счастье.
- «История о гольфе» (реж. Чарльз Крайтон, по мотивам рассказа Г. Уэллса «Неопытное привидение»): полная юмора история любителя гольфа про соперничество двух чемпионов за сердце одной женщины[7].
- «Кукла чревовещателя» (реж. Альберто Кавальканти): знаменитый рассказ о шизофрении и раздвоении личности с Майклом Редгрейвом в главной роли.

## В ролях
- Мервин Джонс
- Майкл Редгрейв
- Майлс Маллесон — кучер катафалка (в новелле «Кучер катафалка»)
- Роланд Калвер — Элиот Фоли
- Сэлли Энн Хоус — Салли О’Хара

## Психоанализ
Альманах был снят в период, когда в Британии набирал популярность психоанализ. Это едва ли не первый фильм ужасов, чьи загадки, помимо мистического, допускают психоаналитическое истолкование. Воплощением здравого смысла в фильме выступает иностранец-психоаналитик с немецким акцентом, и он же становится жертвой сновидца (вероятно, в реальной жизни — своего пациента-шизофреника). В литературе отмечается, что лента впервые «приподняла крышку над силами секса, насилия и воображения» в британском кино, причём в заключительном эпизоде акцент был сделан на немыслимых дотоле в британском кинематографе темах — психическом расстройстве, нарциссизме с элементами гомосексуальности и садомазохизма. Его герои фактически образуют однополый любовный треугольник. Также внимание психологов привлёк эпизод с зеркалом, где из подсознательного поднимается и выплёскивается в качестве видений в зеркале всё то, что было главным героем вытеснено из сознания.